# TEMPO
有機化合物のTEMPO とは、ニトロキシルラジカル (R2N-O•) の一種、2,2,6,6-テトラメチルピペリジン 1-オキシル (2,2,6,6-tetramethylpiperidine 1-oxyl) の略称である。安定な有機フリーラジカルの代表例であり、試薬として市販されている。有機合成において、再酸化剤とともに酸化反応の触媒として用いられる。また、ラジカル捕捉剤として、反応系中のラジカル発生を探知するプローブとなる。一般に「テンポ」と読まれる。
TEMPO は1960年、Lebelev と Kazarnowskii により開発された。彼らは 2,2,6,6-テトラメチルピペリジンを酸化し、TEMPO を得た。
TEMPO は有機合成において、1級アルコールをアルデヒドに変える酸化剤として次亜塩素酸ナトリウムとともに用いられる。
{\displaystyle {\rm {R'CH_{2}OH+NaClO+TEMPO(catalyst)\longrightarrow R'CHO}}}
ヒドロキシ基を酸化する真の活性種は、TEMPO が次亜塩素酸で酸化されて発生する N-オキソアンモニウムカチオン (R2N+=O) である。触媒サイクルの中では、N-オキソアンモニウムカチオンがアルコールを酸化しながら自分は TEMPO に戻り、再び次亜塩素酸により N-オキソアンモニウムカチオンとされる。すなわちこのサイクルで、次亜塩素酸ナトリウムは犠牲試薬、再酸化剤としてはたらいている。この反応の例として、(S)-(−)-2-メチル-1-ブタノールの酸化による (S)-(+)-2-メチル-1-ブタナールの合成を挙げる。
TEMPOは、基本的に1級アルコールを特異的に酸化する。基質が2級アルコールの部位を持っていても、2級アルコール部位とは反応しない。ただし反応条件によっては、2級アルコールを酸化させることも可能である。次亜塩素酸ナトリウムに加えて亜塩素酸ナトリウムも共存させ、1級アルコールをカルボン酸とする手法も知られる。
{\displaystyle {\rm {R'CH_{2}OH+NaClO+NaClO_{2}+TEMPO(catalyst)\longrightarrow R'CO_{2}H}}}
4'-メトキシフェネチルアルコールを 4'-メトキシフェニル酢酸へと酸化する例を挙げる。
再酸化剤を使うと副反応が起こる場合では、化学当量の TEMPO をあらかじめ系中で N-オキソアンモニウムに変換しておき、そこへ基質を加えて酸化させる。例として、TEMPO の 4-アセトアミド置換体を用いたゲラニオールからゲラニアールへの酸化を挙げる。
東京大学の磯貝明は、TEMPOを用いてセルロースからセルロースナノファイバーを製造することに成功した。